# جبل تاليوين
جبل تاليوين (بالأمازيغية: أدرار ن تاليوين Adrar n' Taliouin) هو قمة جبلية في سلسلة جبال البابور ضمن الأطلس التلي في الجزائر، ويقع في بلدية كنديرة بدائرة برباشة ضمن ولاية بجاية.

## الوصف
جبل تاليوين هو رابع أعلى قمة جبلية في ولاية بجاية، بارتفاع قدره 1,698 م (5,571 قدم)، مباشرة بعد جبل بابور (2,004 م (6,575 قدم)) ثم تاكينتوشت (1,874 م (6,148 قدم)) ليتلوه جبل إيساك (1,742 م (5,715 قدم))، ويُطل على شرق خليج بجاية وعلى حوض الصومام، ويقابل جبال البابور وجبال جرجرة.
ويقابله "تاكينتوشت" في جنوب حوض الصومام، وجبل يما قورايا في غرب خليج بجاية أين تم إنشاء مدينة بجاية.
ويمكن الوصول إلى قمة هذا الجبل عبر طريق وطني واحد هو الطريق الوطني رقم 75.
ويطل هذا الجبل على بلدية أوقاس وبلدية تيشي من بين بلديات ساحلية أخرى.

## جيولوجيا

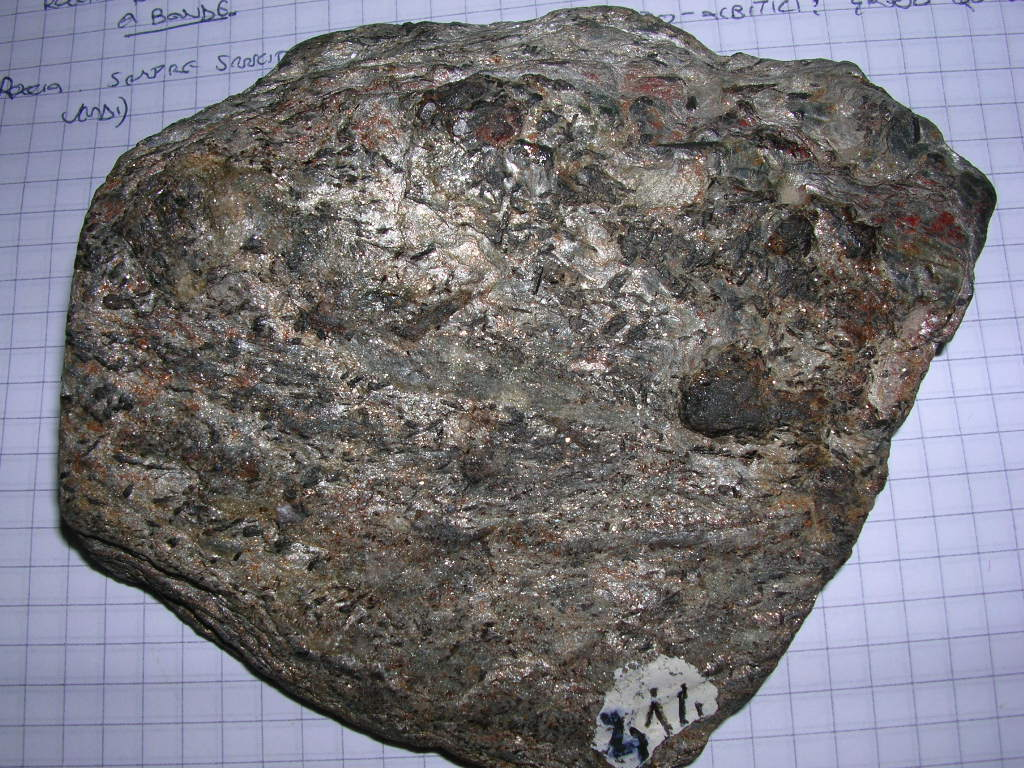
ميكاشيست

يعود نشوء جبل تاليوين إلى العصر الرباعي من حقبة الحياة الحديثة في مقياس الزمن الجيولوجي.
وتتميز الأرضية المحيطة به باحتوائها رخاما رماديا ترتبط مواضعه بواسطة مسارات من السيدريت المحمر وخام الحديد.
كما يتميز تكوين هذه الأرضية باحتوائه كمية من الشيست البلوري، والميكاشيست [الفرنسية].

## المحاجر

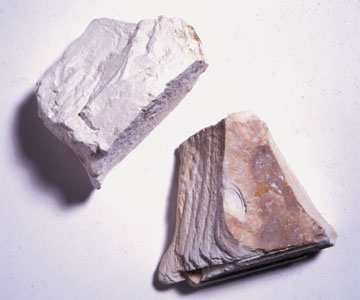
الصلصال

تتوزع حول سفح جبل تاليوين العديد من المحاجر المتخصصة في استخراج:
- الصخور.
- الرخام.[10]
- الرمل.
- الحصى.
- الصلصال لصناعة الخزف.
- الخامات غير المعدنية.[11]

## الوديان

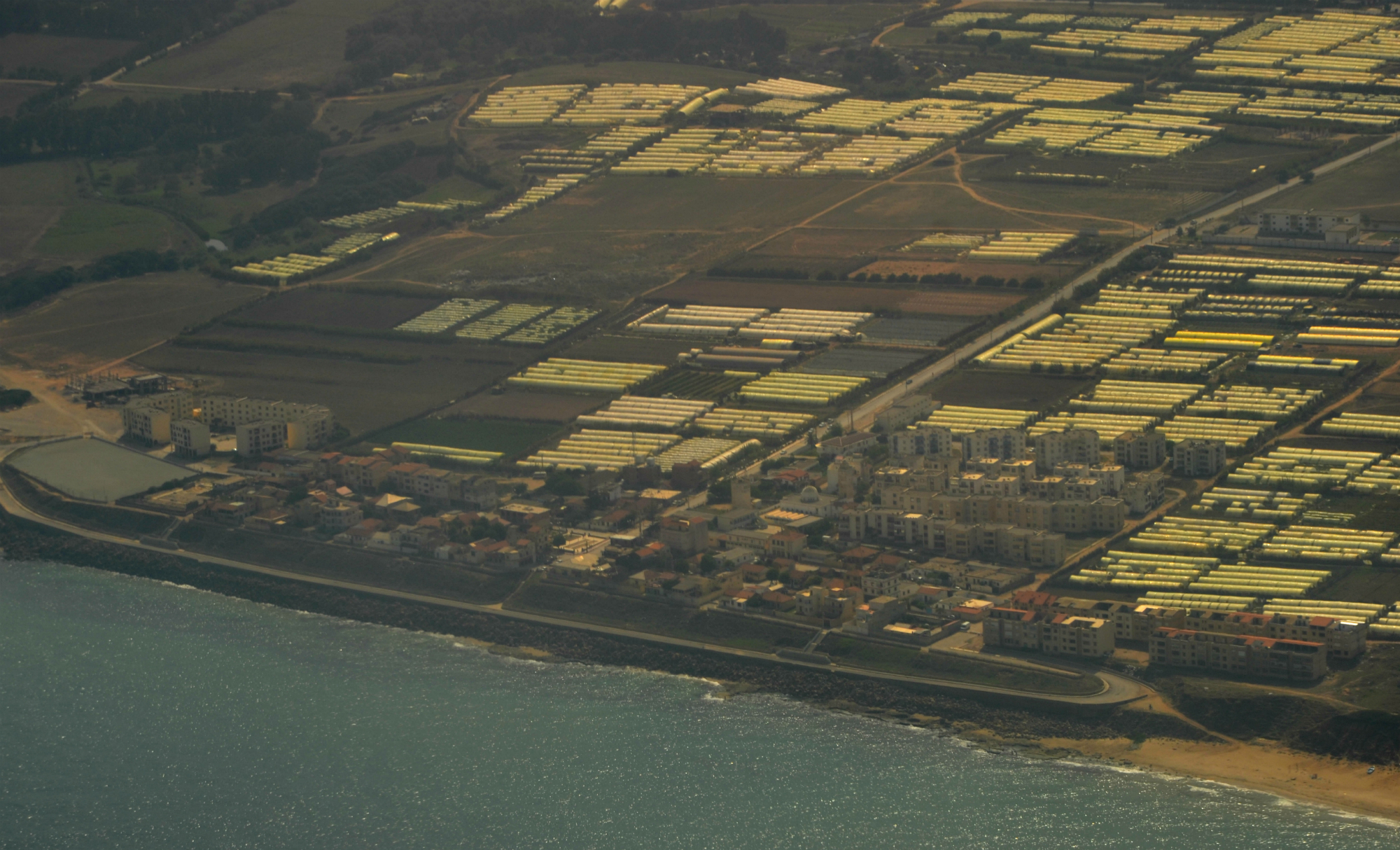
مصب وادي بودواو

تنبع في «جبل تاليوين» وتسري حوله العديد من الوديان منها:
- وادي أقريون
- وادي بوسلام
- وادي أماسين

## السدود والبحيرات

سد قدارة

- سد إيغيل أمدة
- سد إغزر أوفتيس
- سد شعبة الآخرة

## التنوع البيئي

### الأشجار
تحيط أنواع عديدة من الأشجار بجبل تاليوين ضمن أحراج غابة تاليوين.

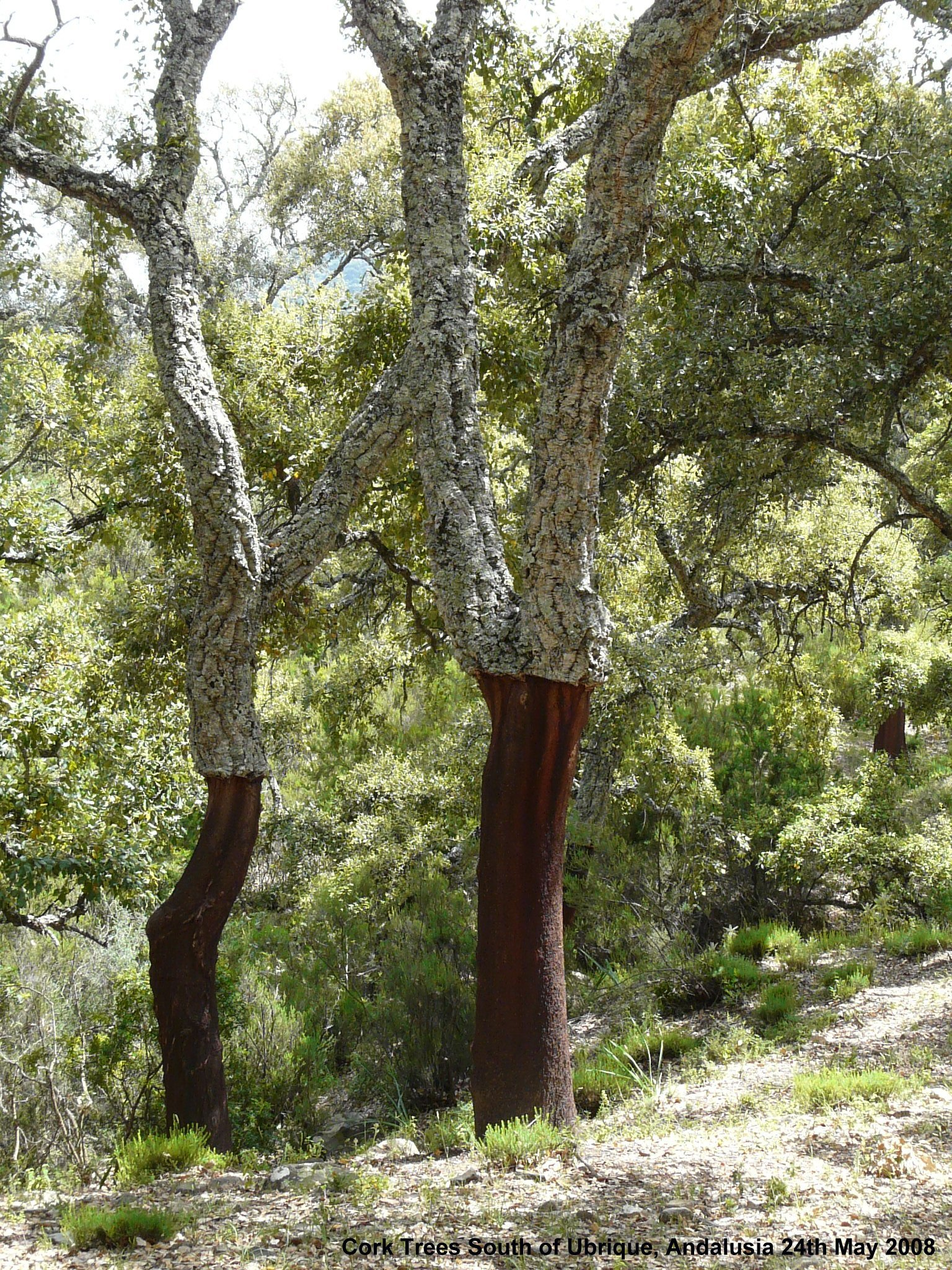
بلوط الفلين
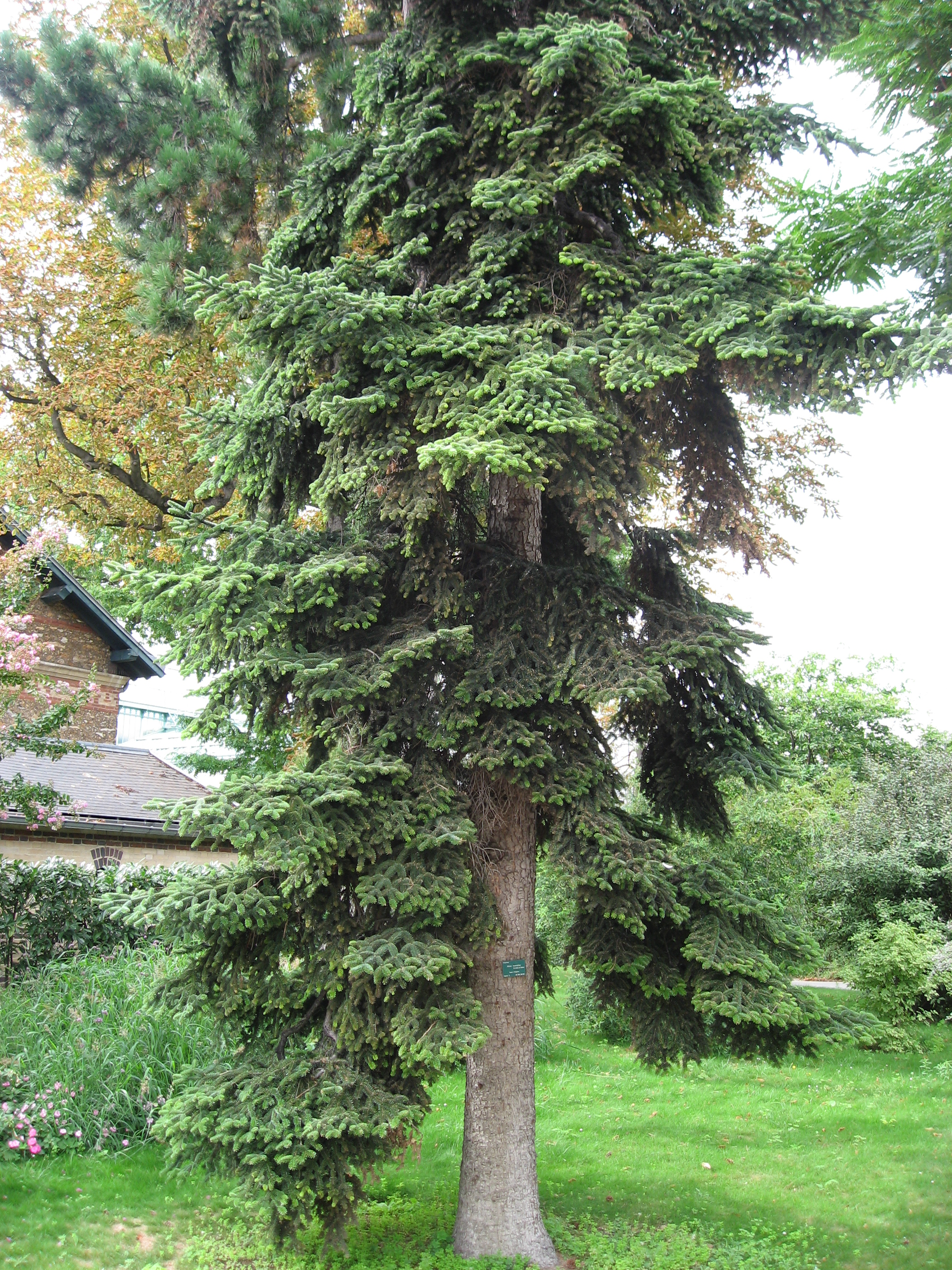
شوح نوميدي
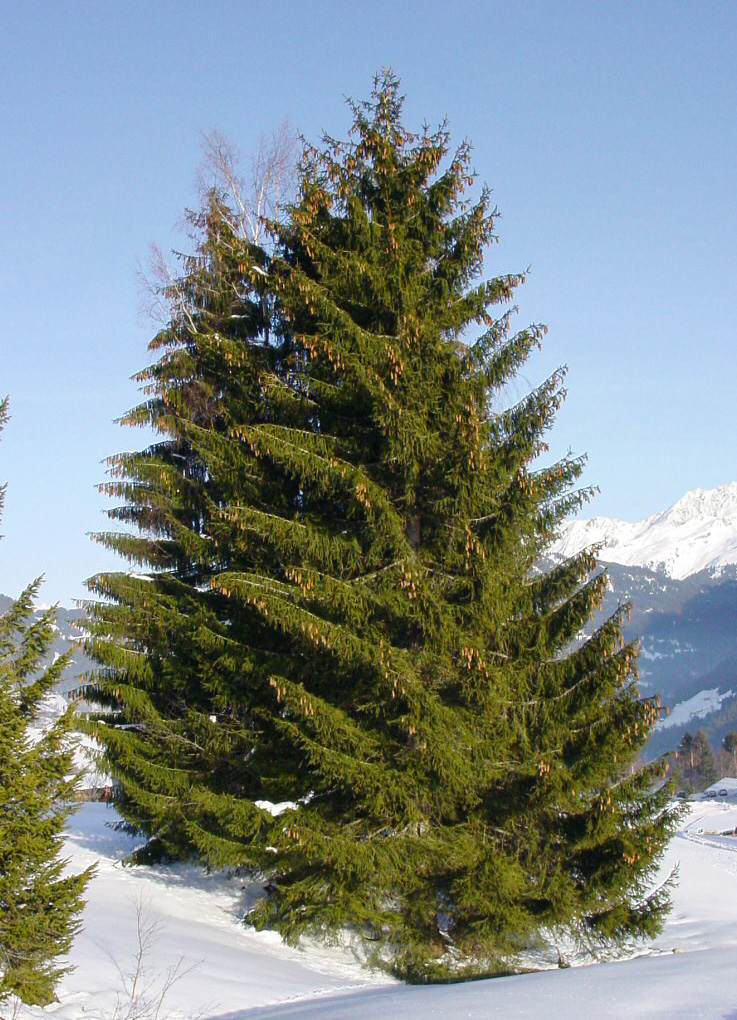
التنوب النوميدي
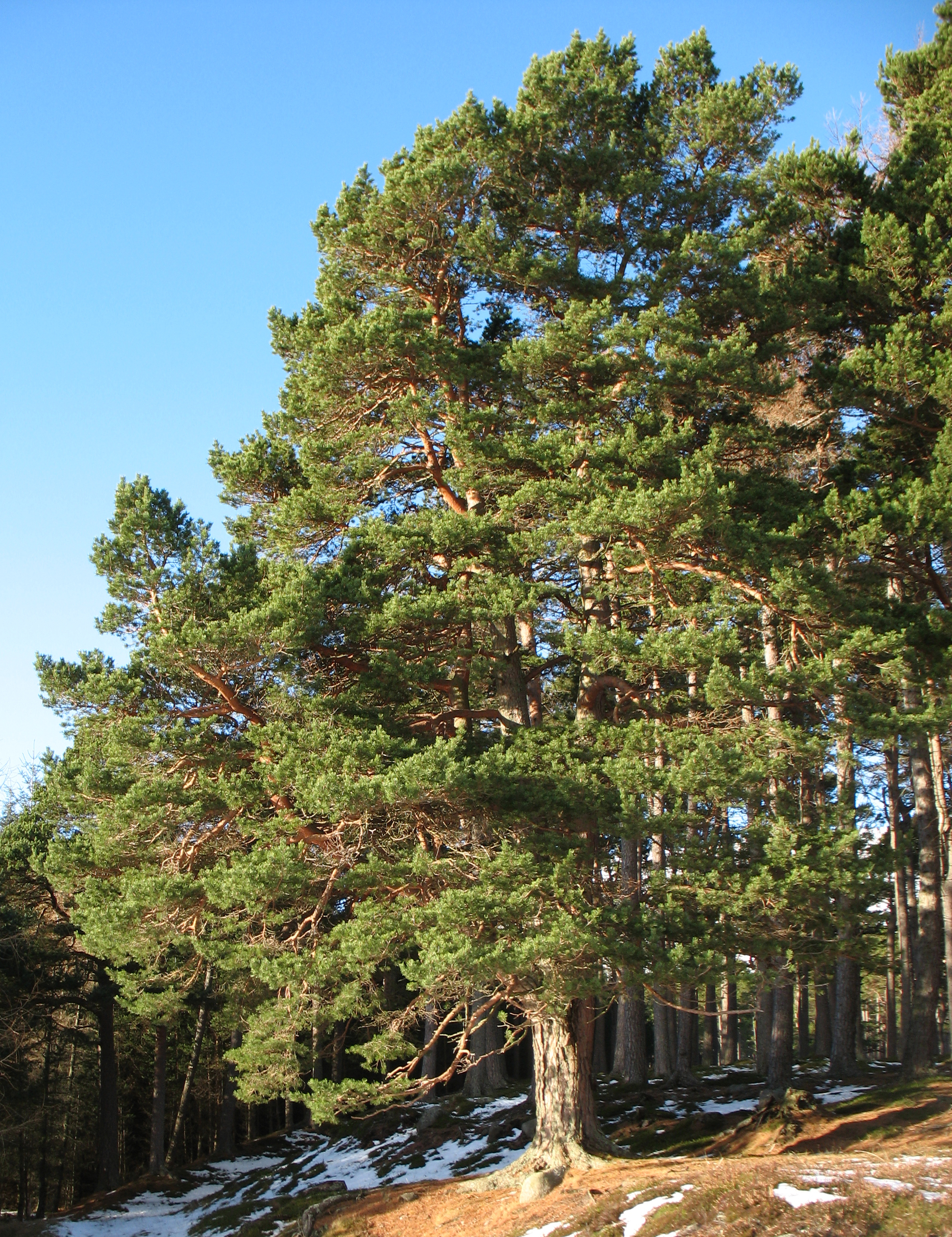
صنوبر بري
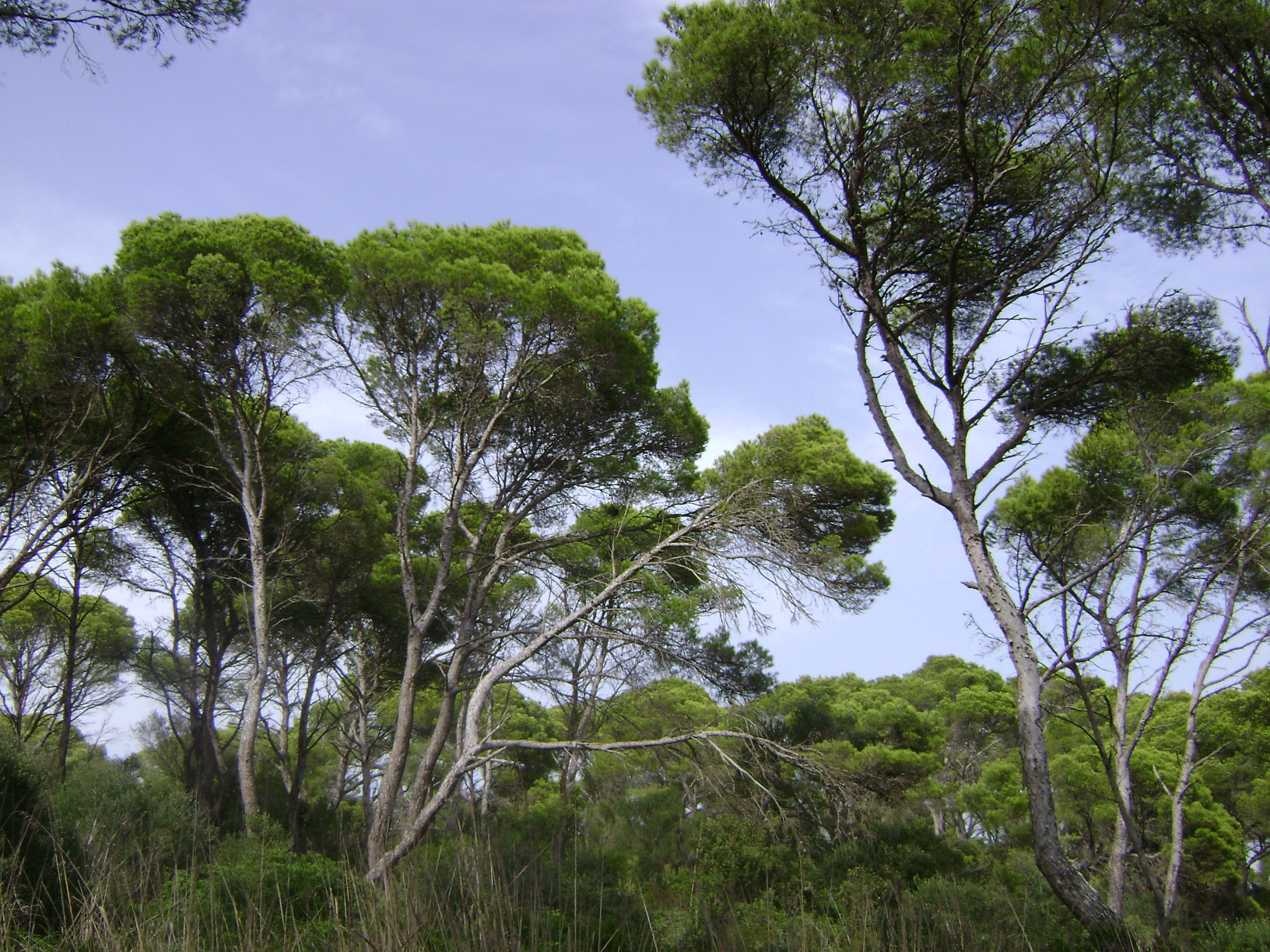
صنوبر حلبي
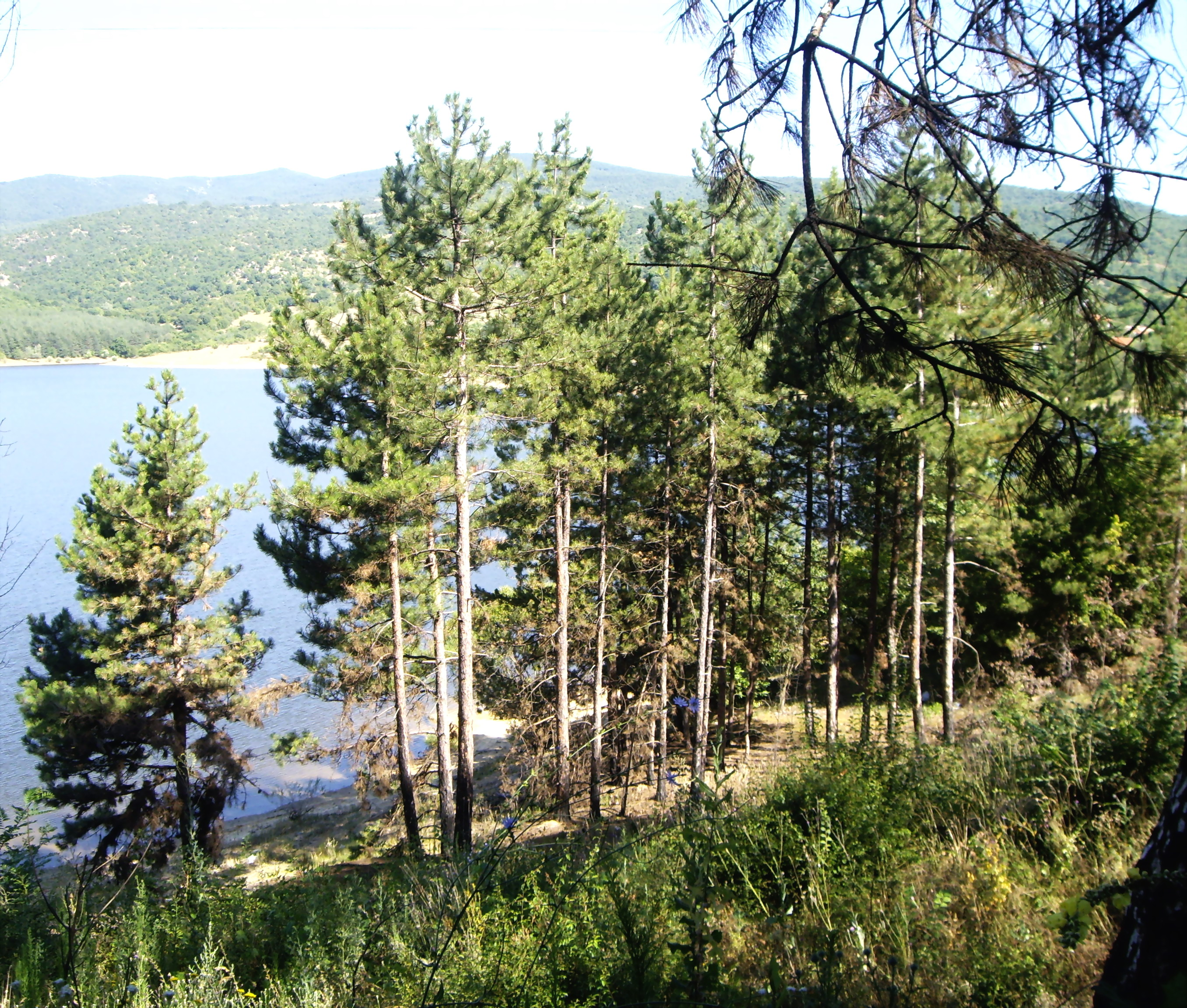
صنوبر أسود
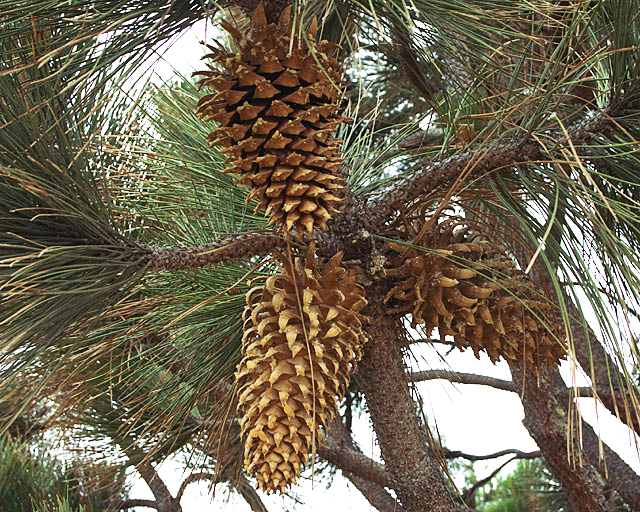
صنوبر كولتري
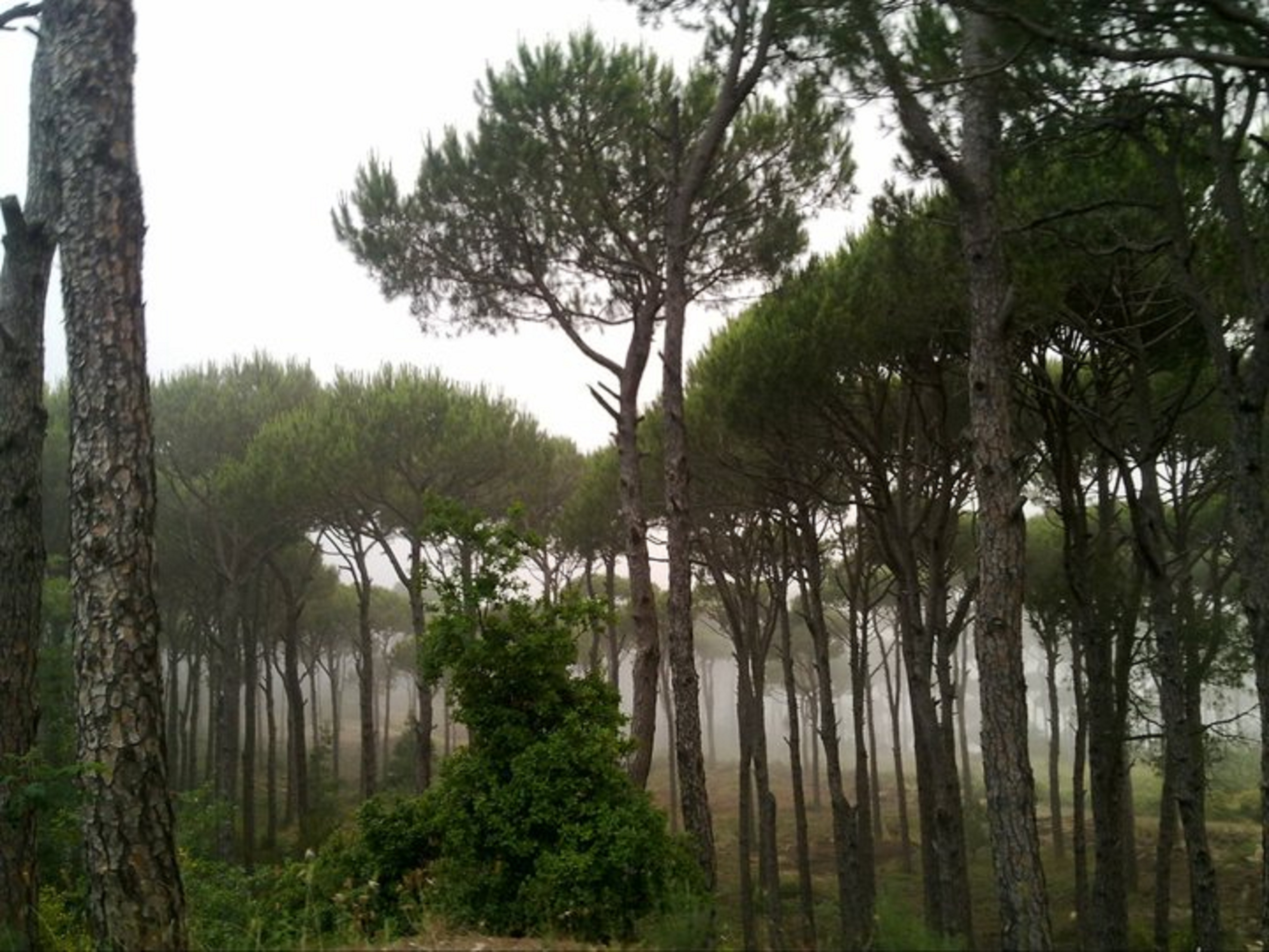
صنوبر ثمري
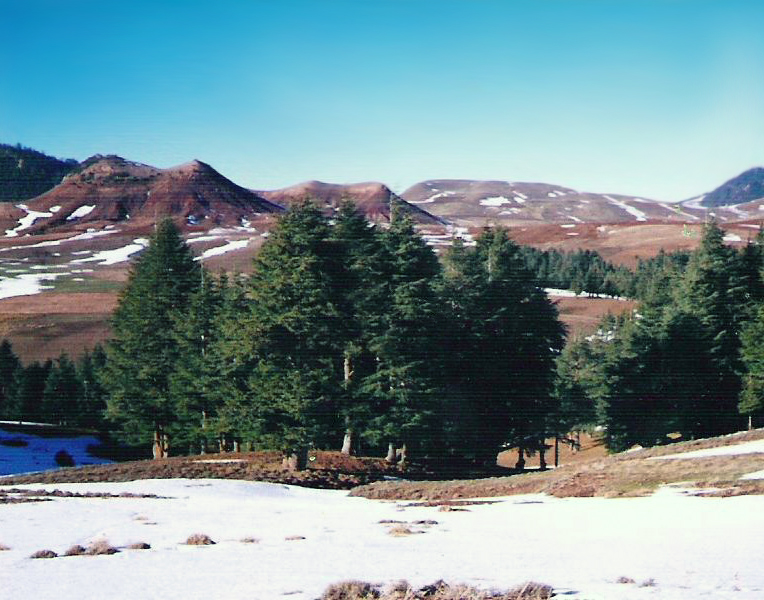
أرز أطلسي
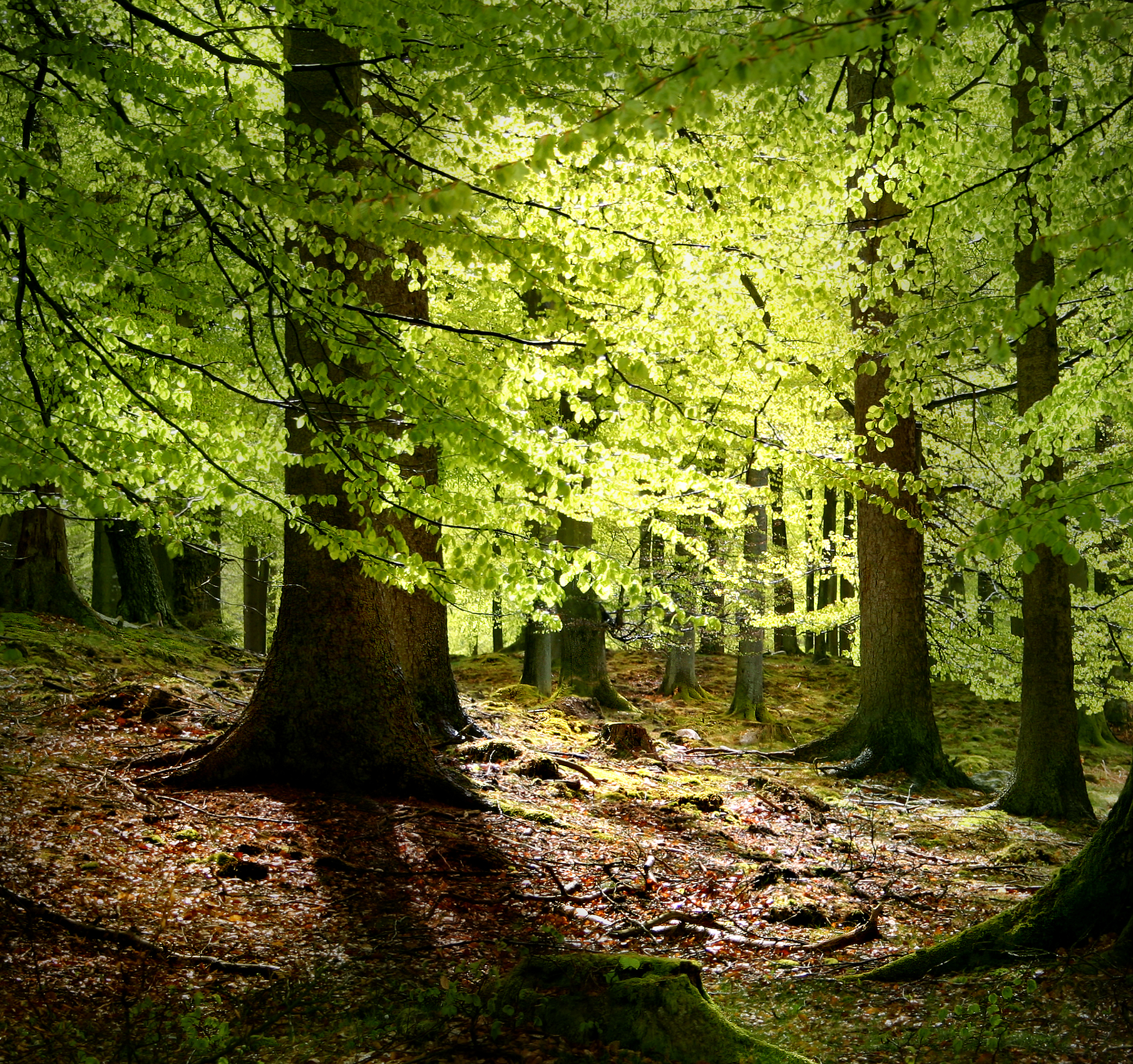
زان أوروبي
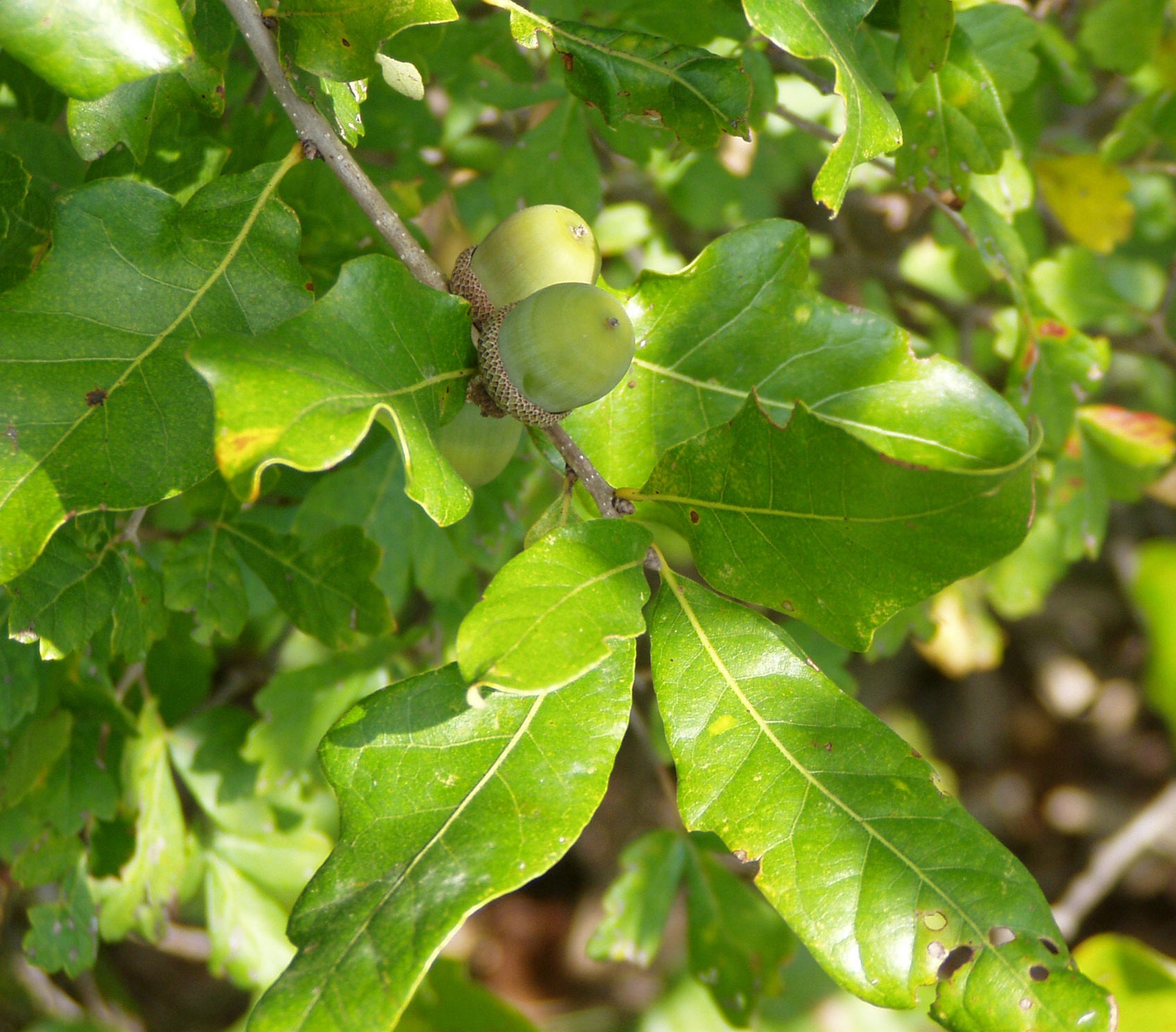
بلوط الأفراس

### المكاك البربري

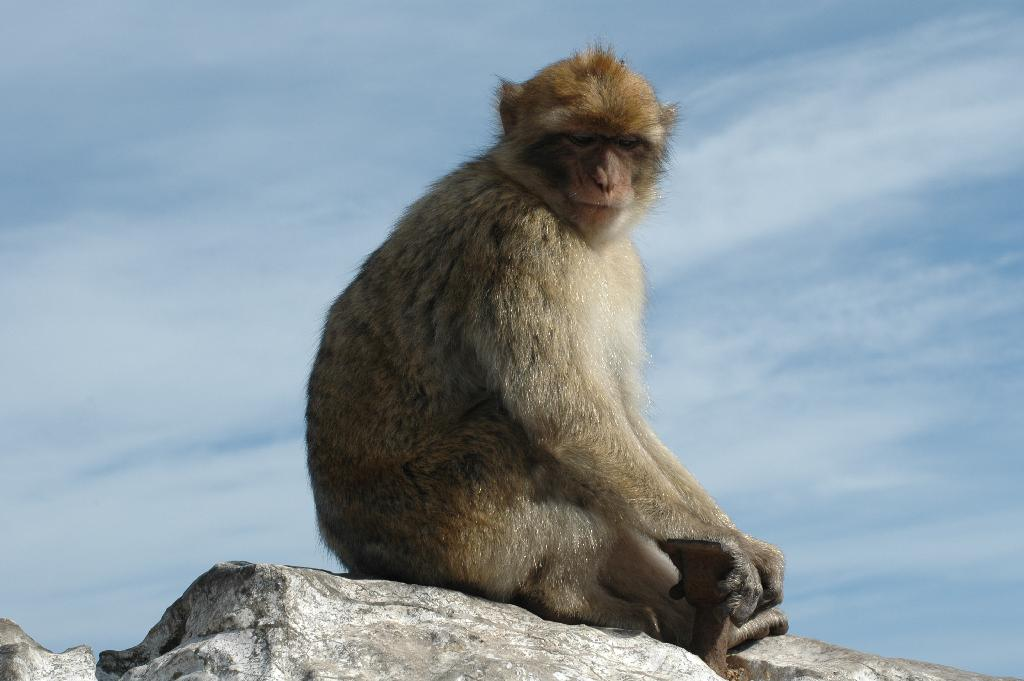
المكاك البربري

يوجد المكاك البربري قرب «جبل تاليوين»، ويخرج أحيانا إلى الطرقات والمناطق المأهولة بالسكان لطلب الطعام.
وقد اتخذت الحكومة الجزائرية عدة إجراءات لحماية هذا الحيوان الذي أصبح مهددا، كوضع إشارات في أماكن تواجده بكثرة لمنع إطعام الماغو ومنع امتلاكه لغرض التربية، فبعض الأطعمة التي يقدمها الأشخاص للقردة تؤدي به إلى الوفاة بعض الأحيان.
كما بادرت الحكومة الجزائرية بإنشاء عدة محميات طبيعية أين تتواجد الأعداد الكبيرة منه مثل الحديقة الوطنية تازة والحديقة الوطنية قورايا المطلتين على خليج بجاية، وكذلك في الحديقة الوطنية جرجرة.

### الحيوانات
تعيش العديد من أنواع الثدييات في «جبال البابور» ضمن أحراج غابة تاليوين والغابات الأخرى.

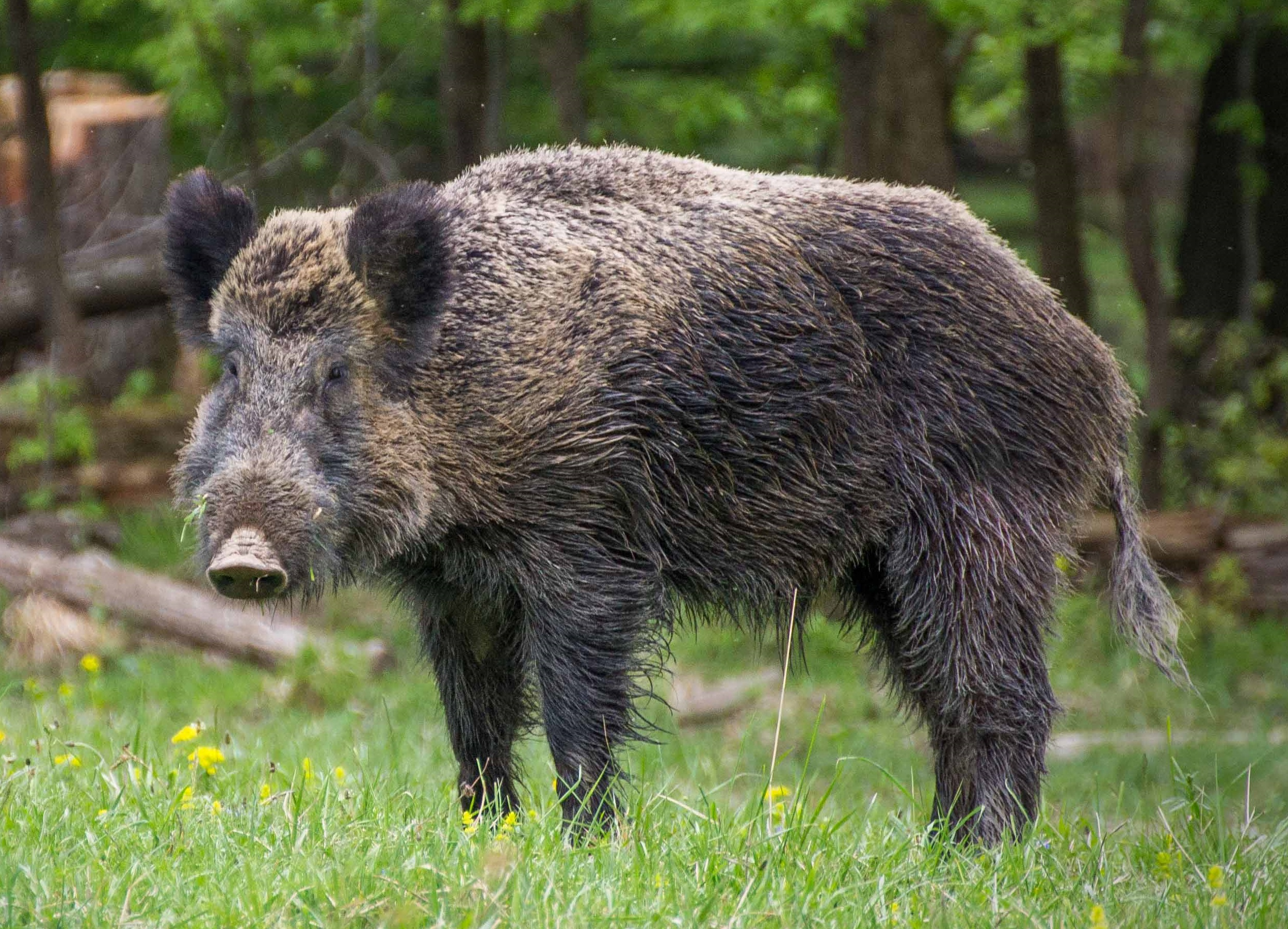
خنزير بري
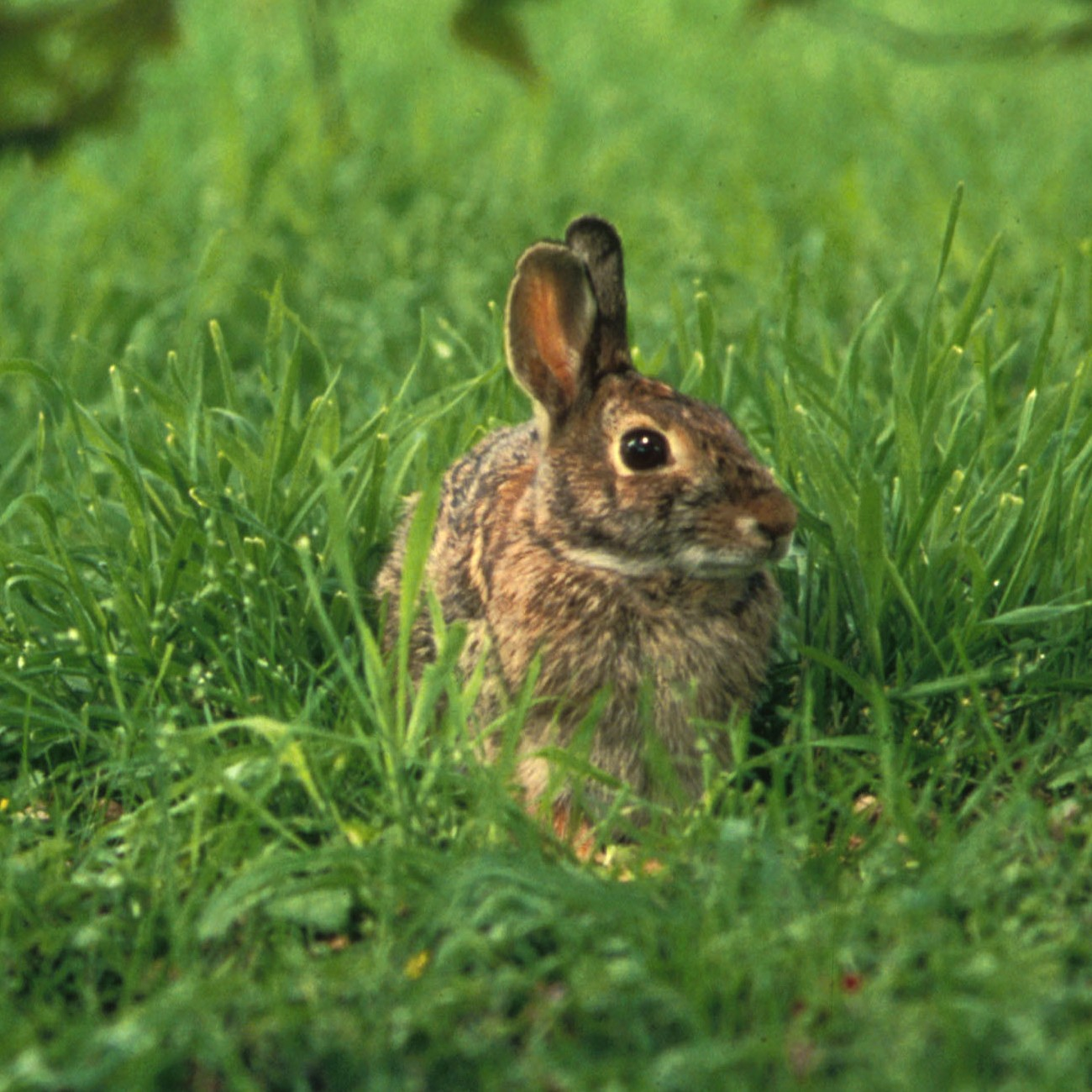
أرنب
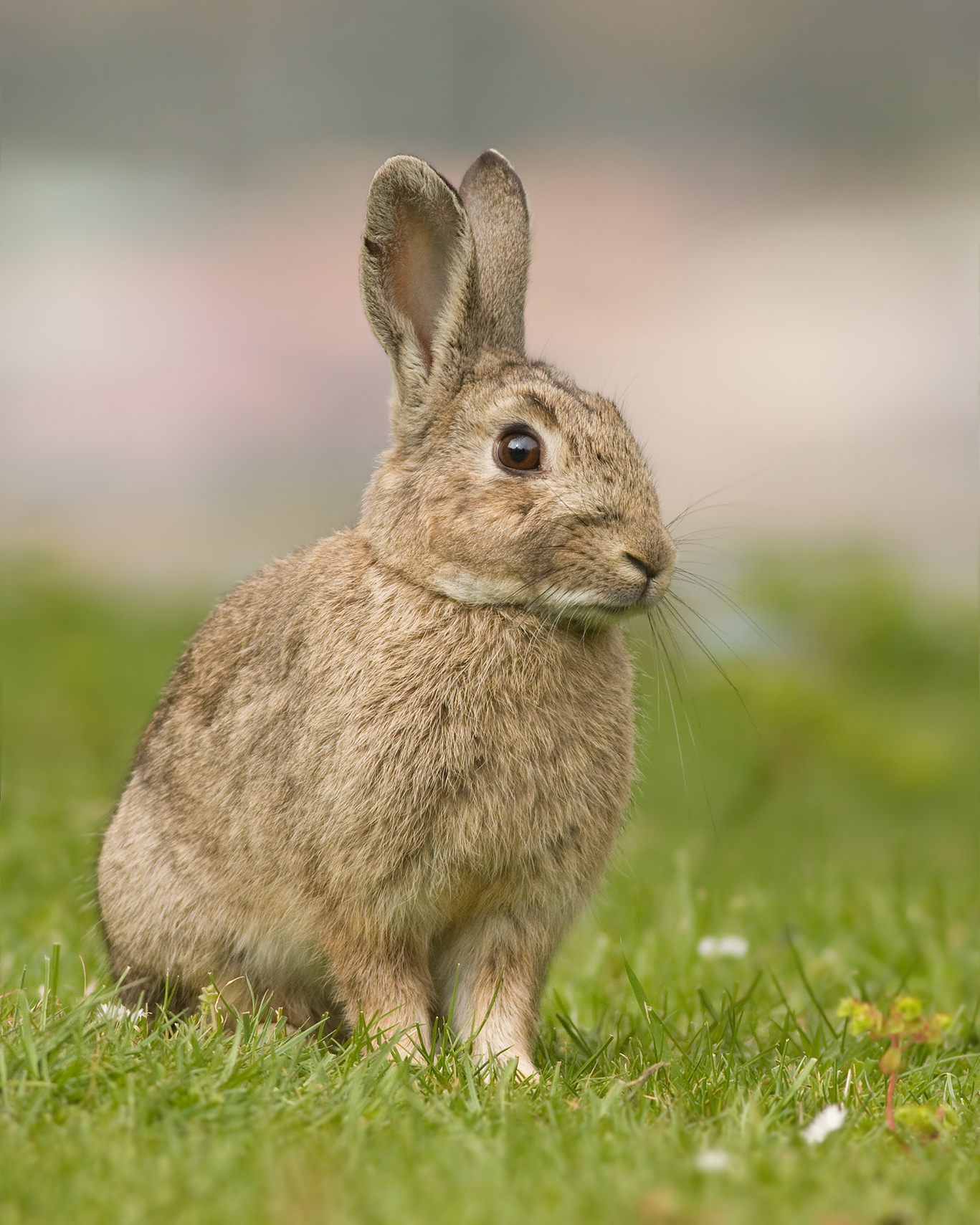
أرنب أوروبي
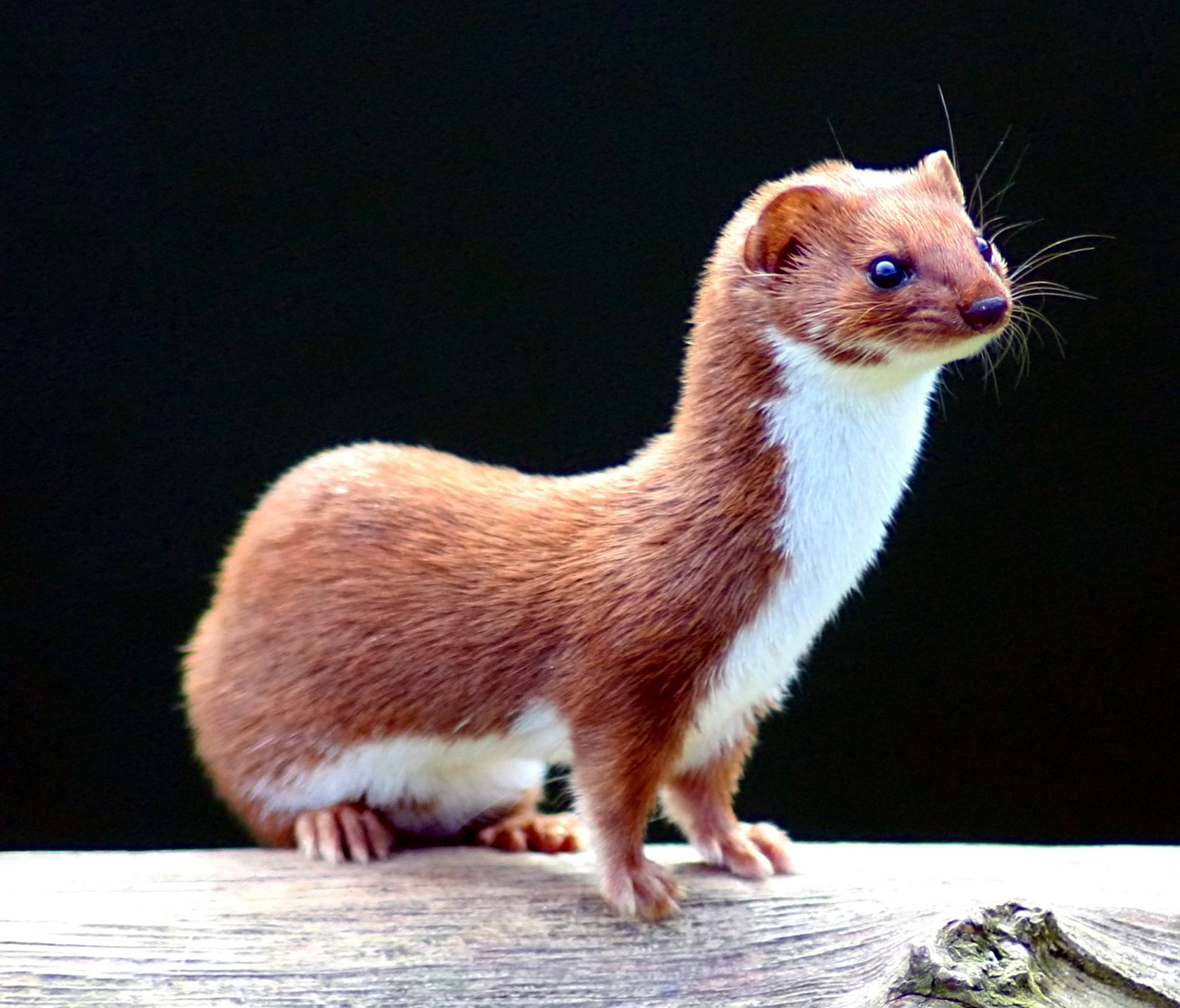
ابن عرس صغير
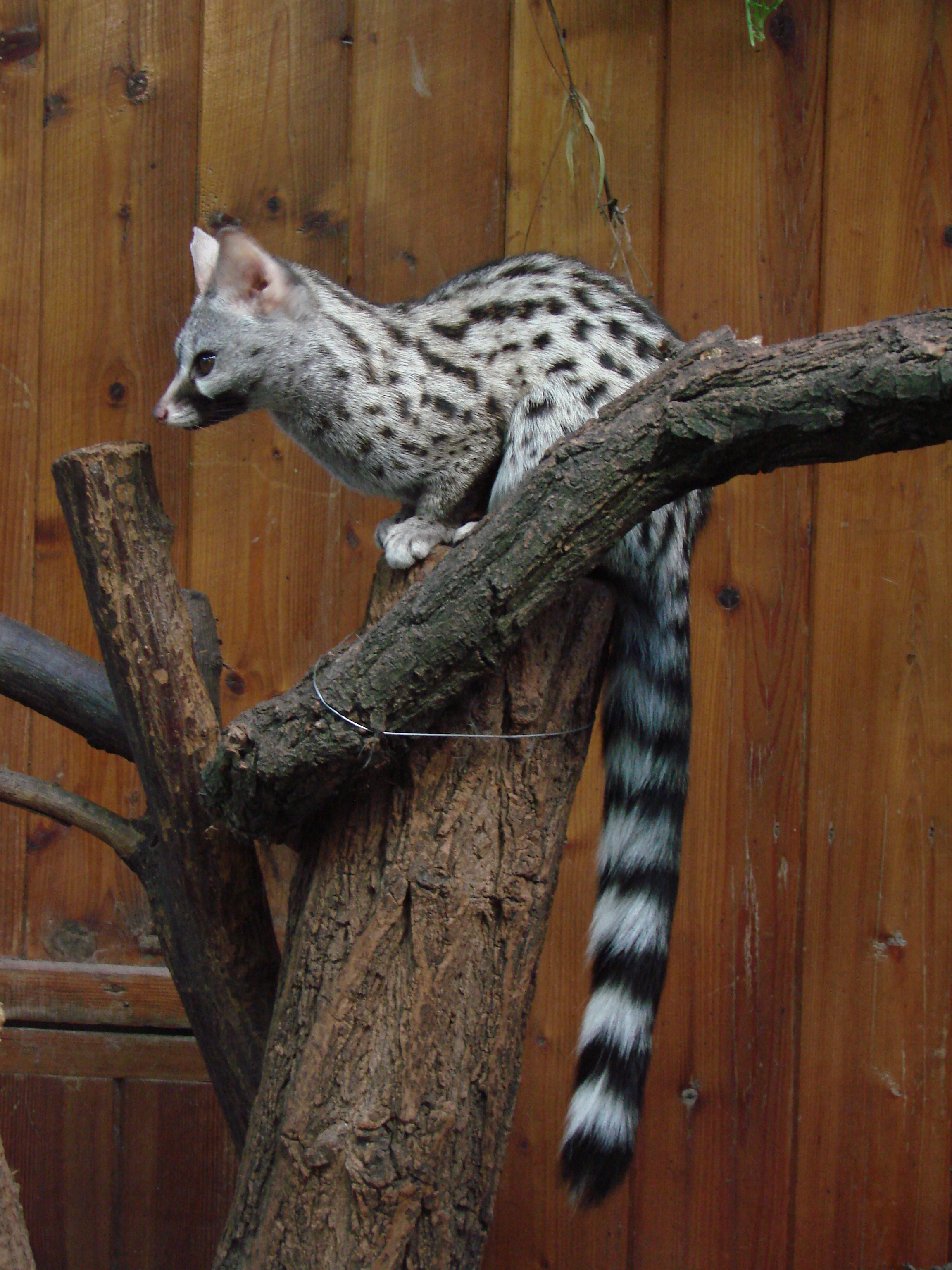
زردي
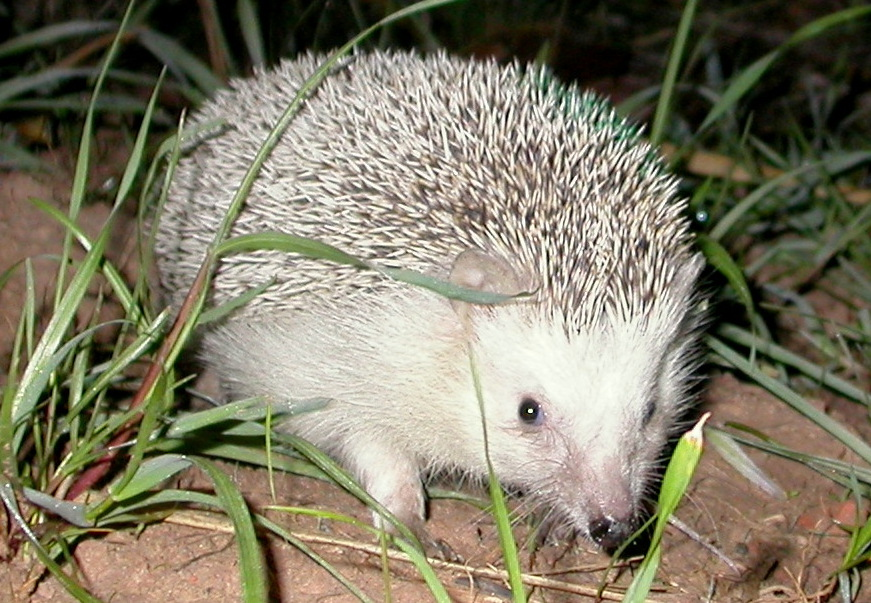
قنفذ شمال أفريقيا
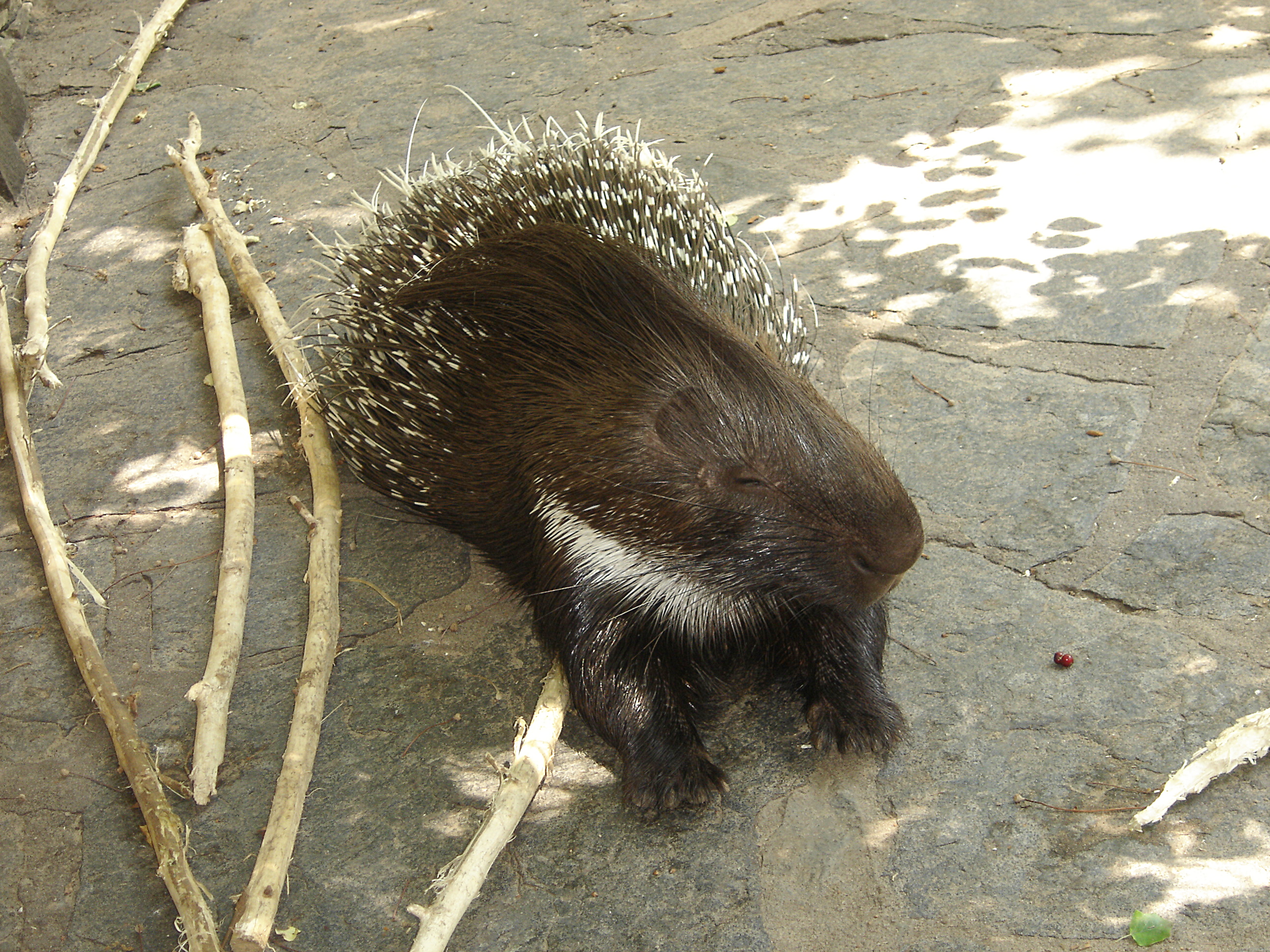
نيص
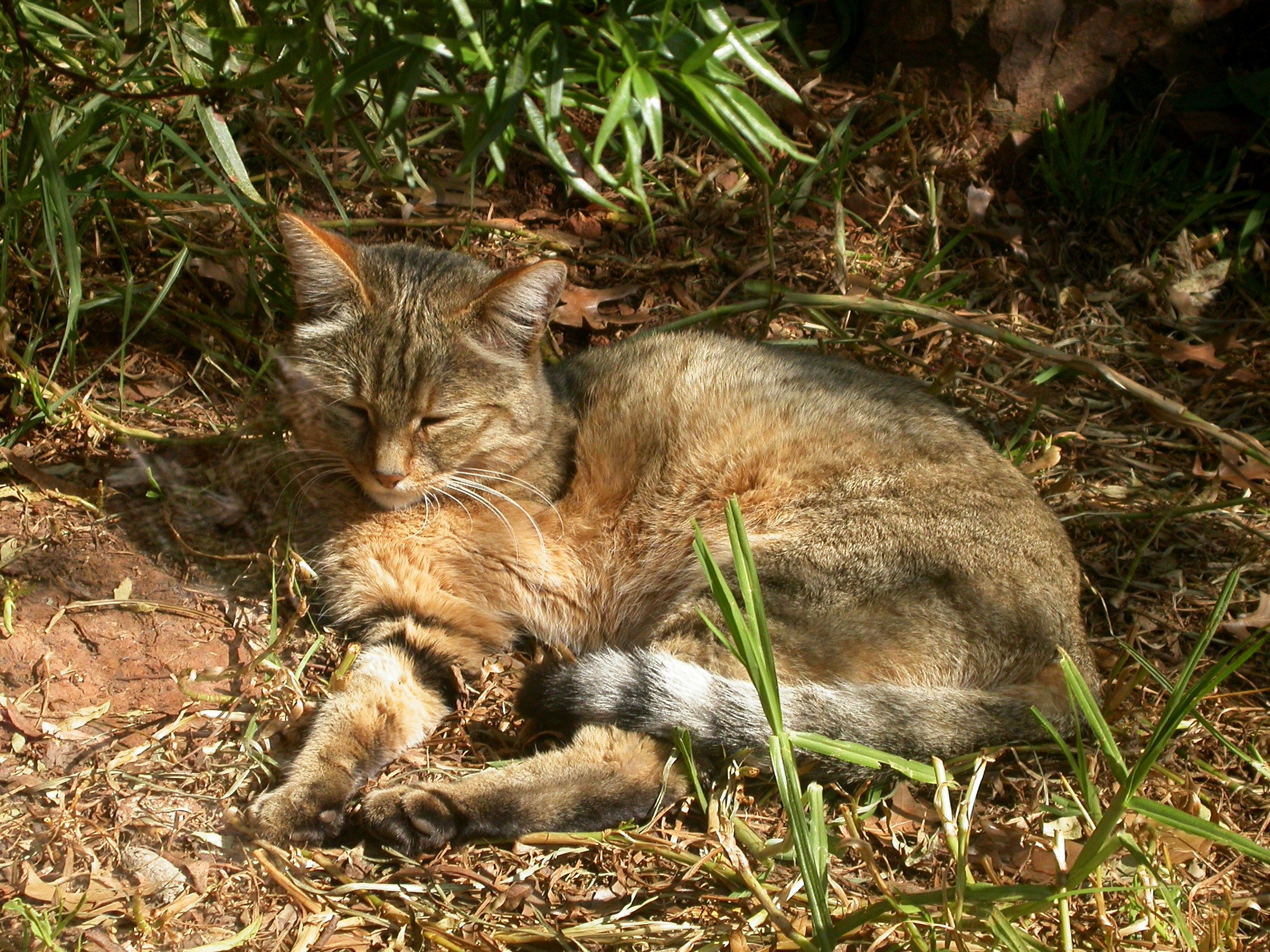
قط بري
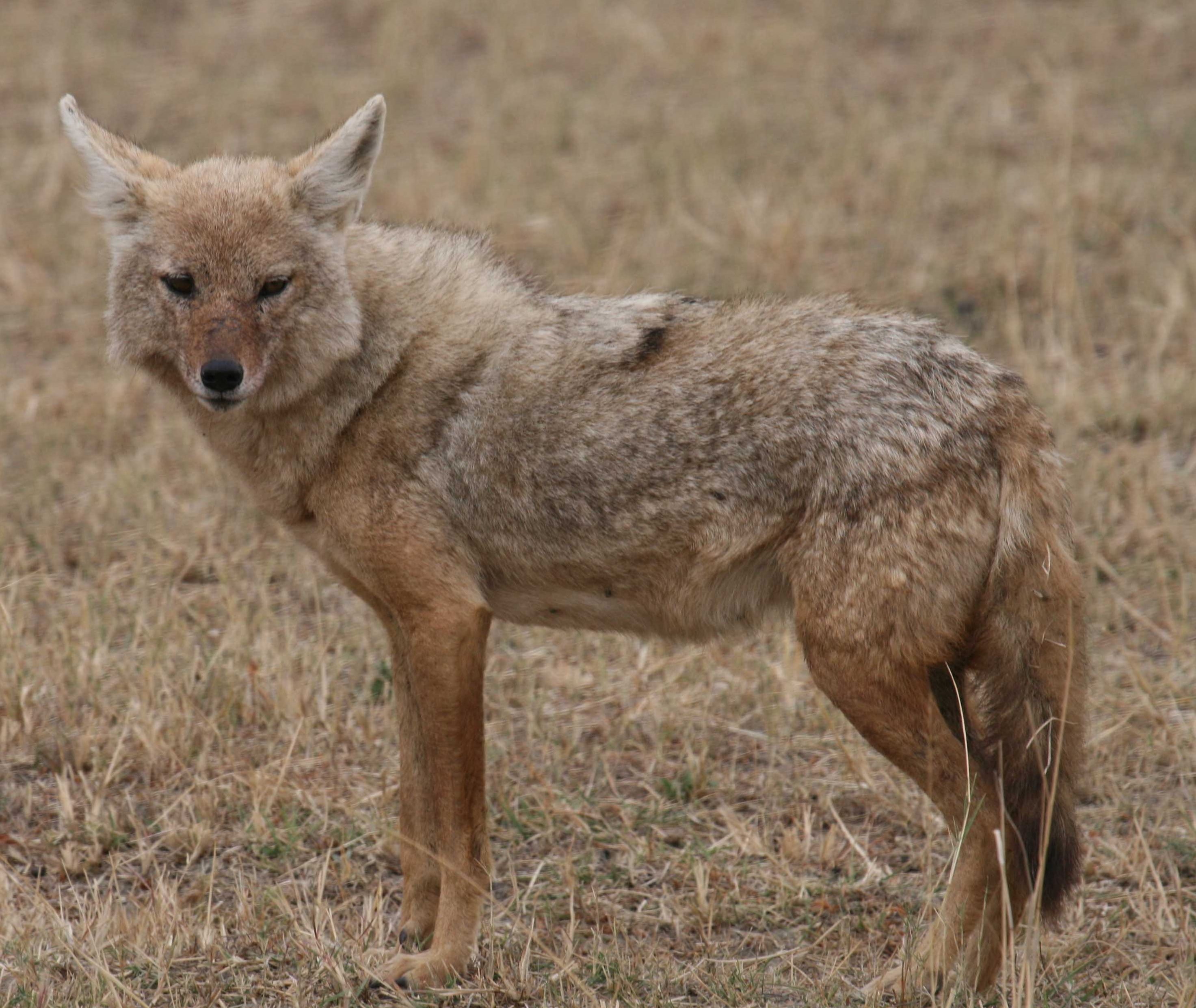
ابن آوى الذهبي
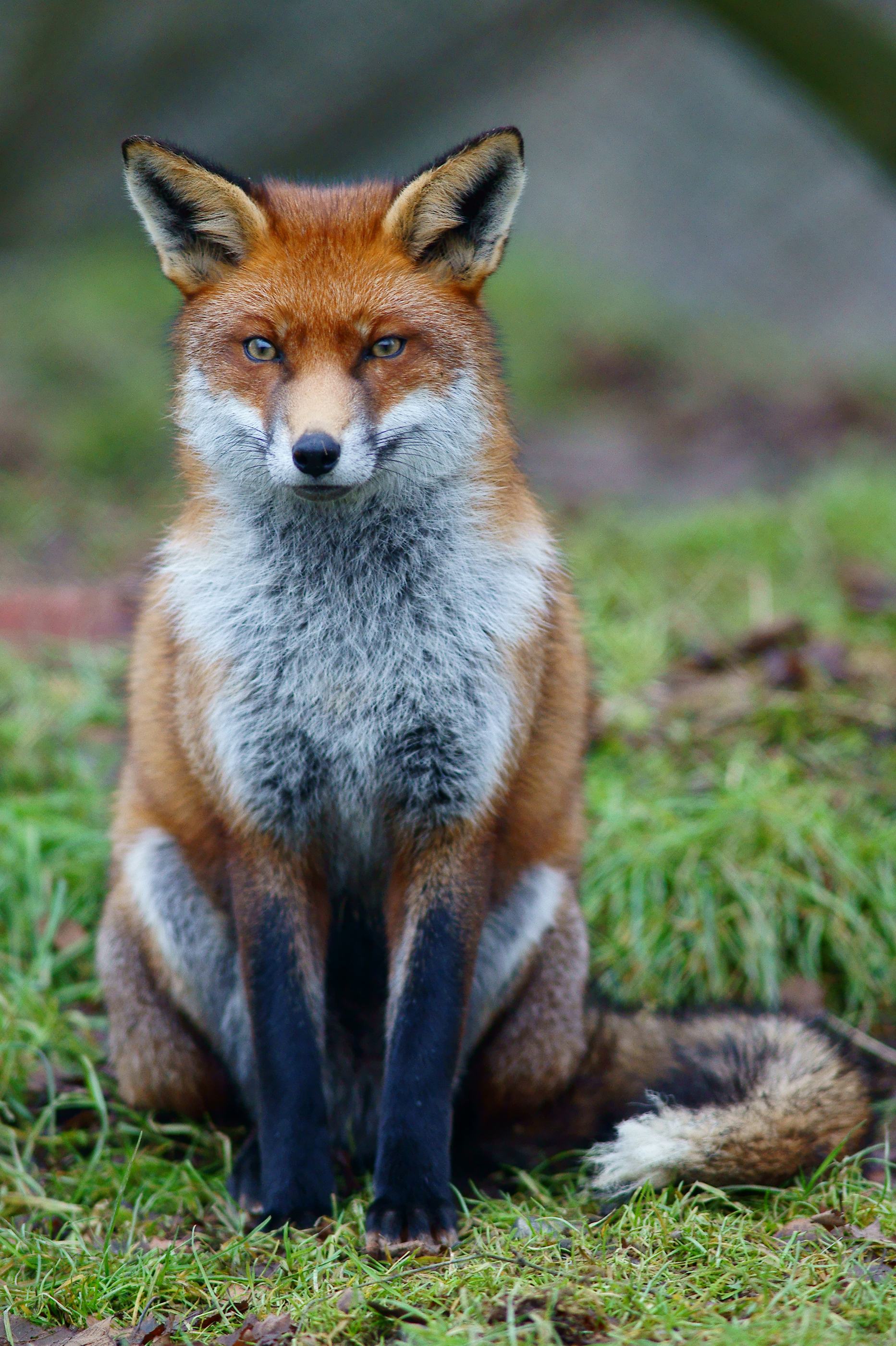
ثعلب أحمر
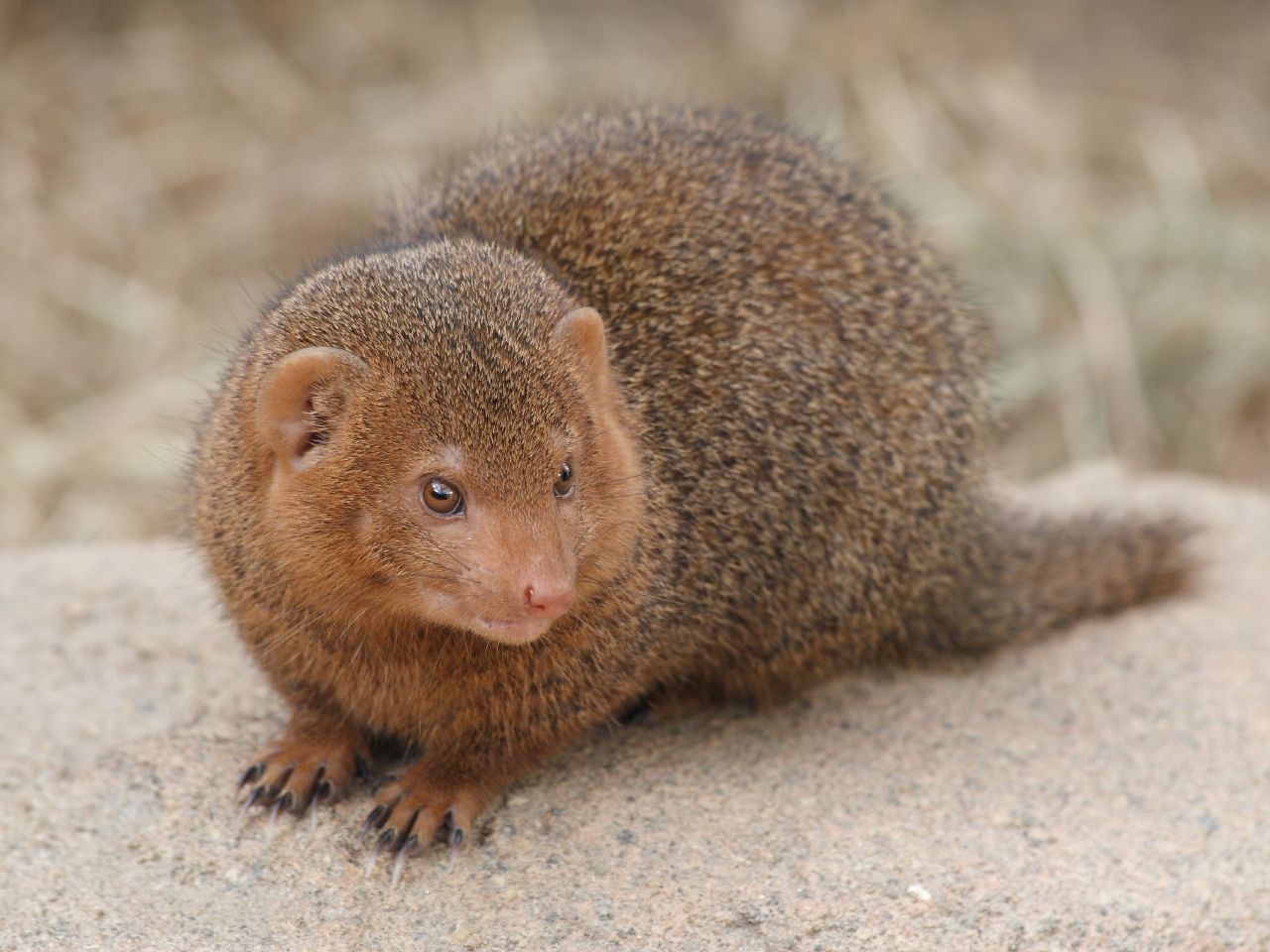
نمس
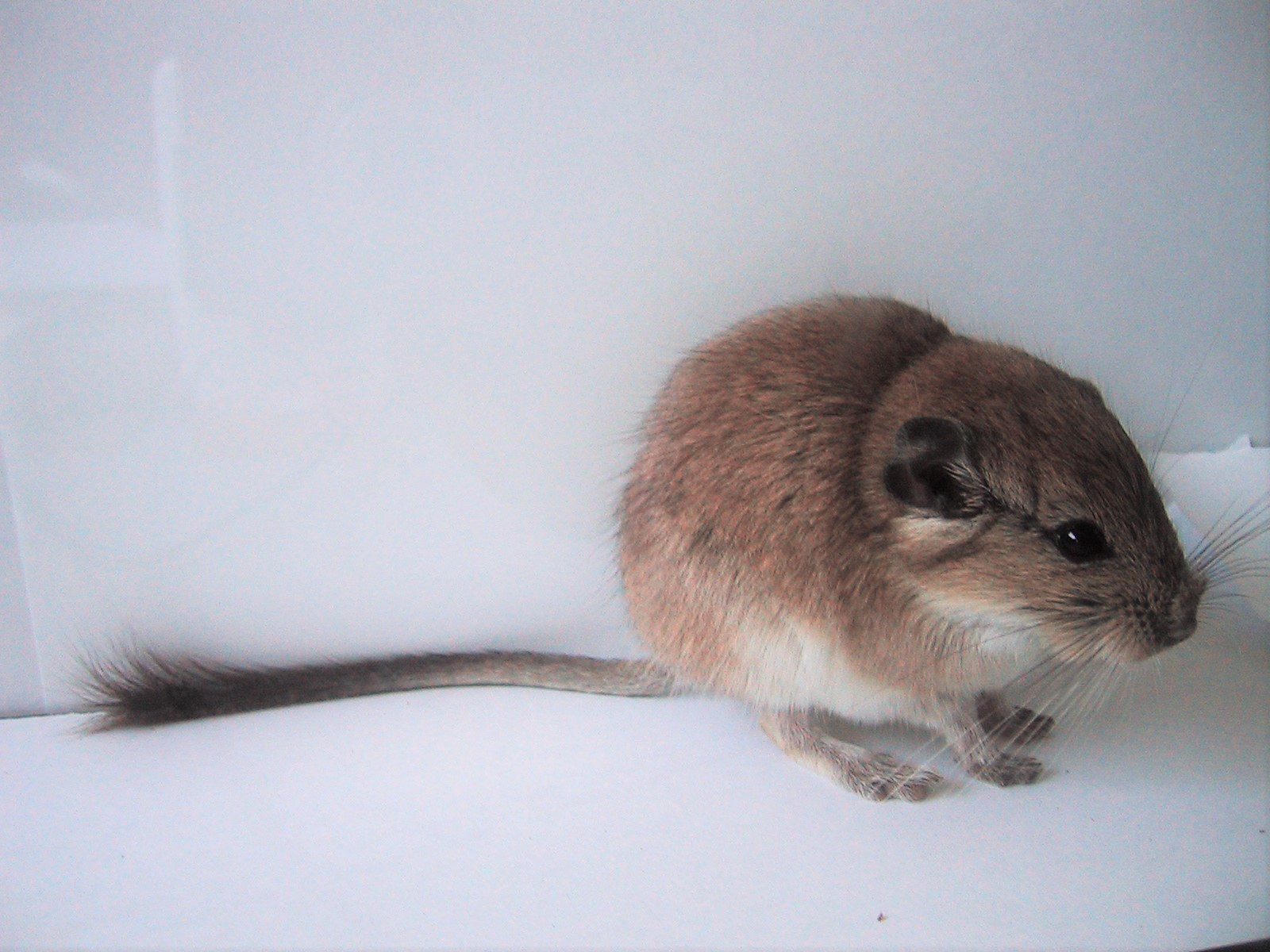
الفأر البني

## مكتبة الصور

موقع جبل تاليوين في بلدية كنديرة
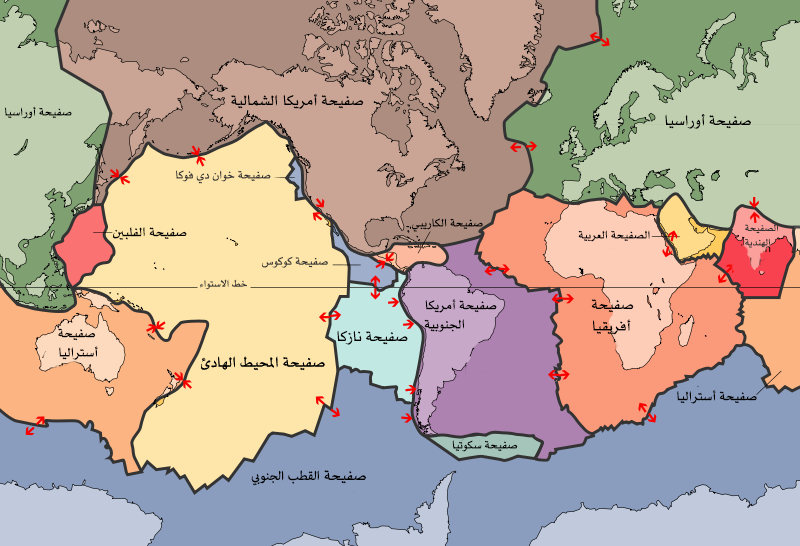
الصفائح التكتونية

### مواضيع ذات صلة
- قائمة جبال الجزائر
- الأطلس التلي
- جبال البابور
- منطقة القبائل
- ولاية بجاية
- دائرة برباشة
- بلدية كنديرة
- الطريق الوطني رقم 75
- قائمة طرق وطنية في الجزائر

### فيديوهات
- منظر جبل إيساك من بلدية تيزي نبربر ضمن ولاية بجاية على يوتيوب.
- جولة سياحية راجلة نحو جبل إيساك في بلدية تيزي نبربر ضمن ولاية بجاية على يوتيوب.
- الاحتفال بيوم الطبيعة في بلدية تيزي نبربر ضمن ولاية بجاية على يوتيوب.
- جبل تاكينتوشت في بلدية كنديرة ضمن ولاية بجاية على يوتيوب.
- الطبعة الأولى من مهرجان جبل تاكينتوشت بتاريخ 13 إلى 15 جويلية 2017م ضمن ولاية بجاية على يوتيوب.
- معركة جبل تاكينتوشت وجبل إيساك بتاريخ 29 فيفري 1960م قرب قرية قامات ضمن ولاية بجاية على يوتيوب.

### وصلات خارجية
- الموقع الرسمي لولاية بجاية